# Santa Quiteria (tiểu vùng)
Santa Quiteria là một tiểu vùng thuộc bang Ceará, Brasil. Tiều vùng này có diện tích 6018 km², dân số năm 2007 là 69324 người.